# Martin Stranka

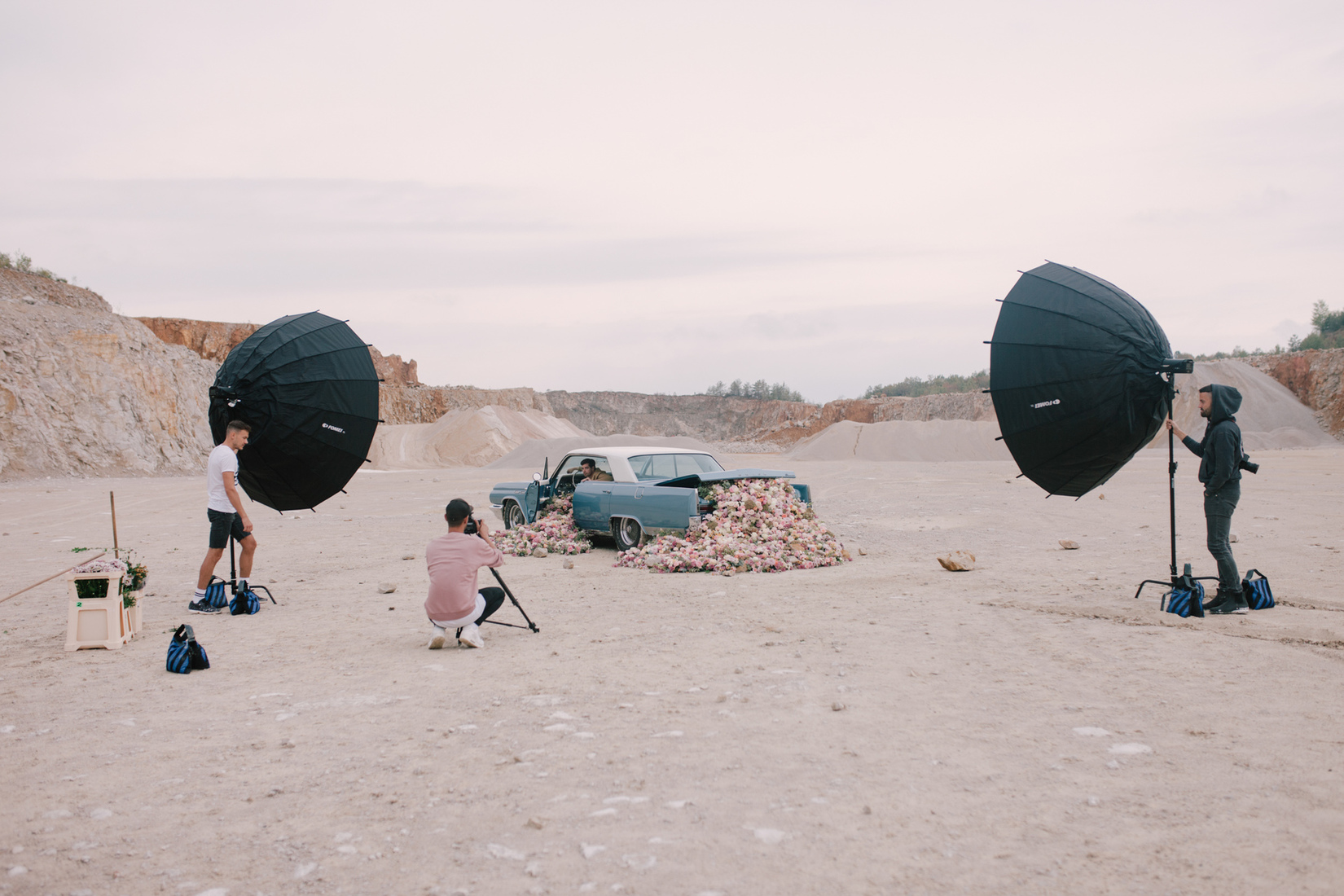
Náhled do zákulisí fotografování snímku I Bloom For You, 2018

Martin Stranka (* 13. dubna 1984 Most) je český fotograf. Ve své tvorbě se zabývá výtvarnou fotografií, ale věnuje se také tvorbě portrétní a komerční. Pracuje s výtvarnou fotografií a častokrát i technikou koláže, kterou posouvá fotografii za hranice jejího tradičního vnímání. Minimalistickým pojetím scény zdůrazňuje člověka jako jedince a jeho vnitřní dialog vedený sám se sebou. Autor také reaguje na konzumní tvář života a otisk lidské existence. Toto téma lidského bytí staví do kontrastu s motivy přírody a tak obrací pozornost k vzájemnému působení těchto dvou světů.

## Biografie
Narodil se v pátek 13. dubna 1984 v Mostě v České republice, kde žil s rodiči a starší sestrou do svých tří let. Poté se s celou rodinou přestěhoval do Litoměřic, kde absolvoval základní školu a gymnázium Josefa Jungmanna. Vysokou školu ekonomického směru již dostudoval v Praze, kam se pak i nastálo přestěhoval a kde působí dodnes.
Umění však nikdy nestudoval. K fotografii se dostal cestou terapie po ztrátě blízkého člověka roku 2007, kdy s cílem znovunabytí životní rovnováhy, sáhl po fotoaparátu a začal se věnovat fotografii ve volném čase. Po studiu vysoké školy ekonomického směru působil na pozici manažera lidských zdrojů ve společnosti v Praze a nadále se věnoval fotografii, která se stala jeho vášní; v prosinci 2010 i jeho profesí, kdy přijal zakázku od knižních nakladatelství Sterling Publishing a HarperCollins Publisher v New Yorku.
Za svou kariéru posbíral přes 90 mezinárodních ocenění v oblasti fotografie. Mezi ty nejcennější patří titul z mezinárodní soutěže Sony World Photography Awards, který obdržel v roce 2018 a obhájil v roce 2019. Dále se jedná o ocenění Professional Photographer of the Year, Emerging Talent Award v soutěži Nikon International Photo Contest, Prix de la Photographie Paris. A jedenáctkrát za sebou je držitelem čestného uznání ze soutěže International Photo Awards.

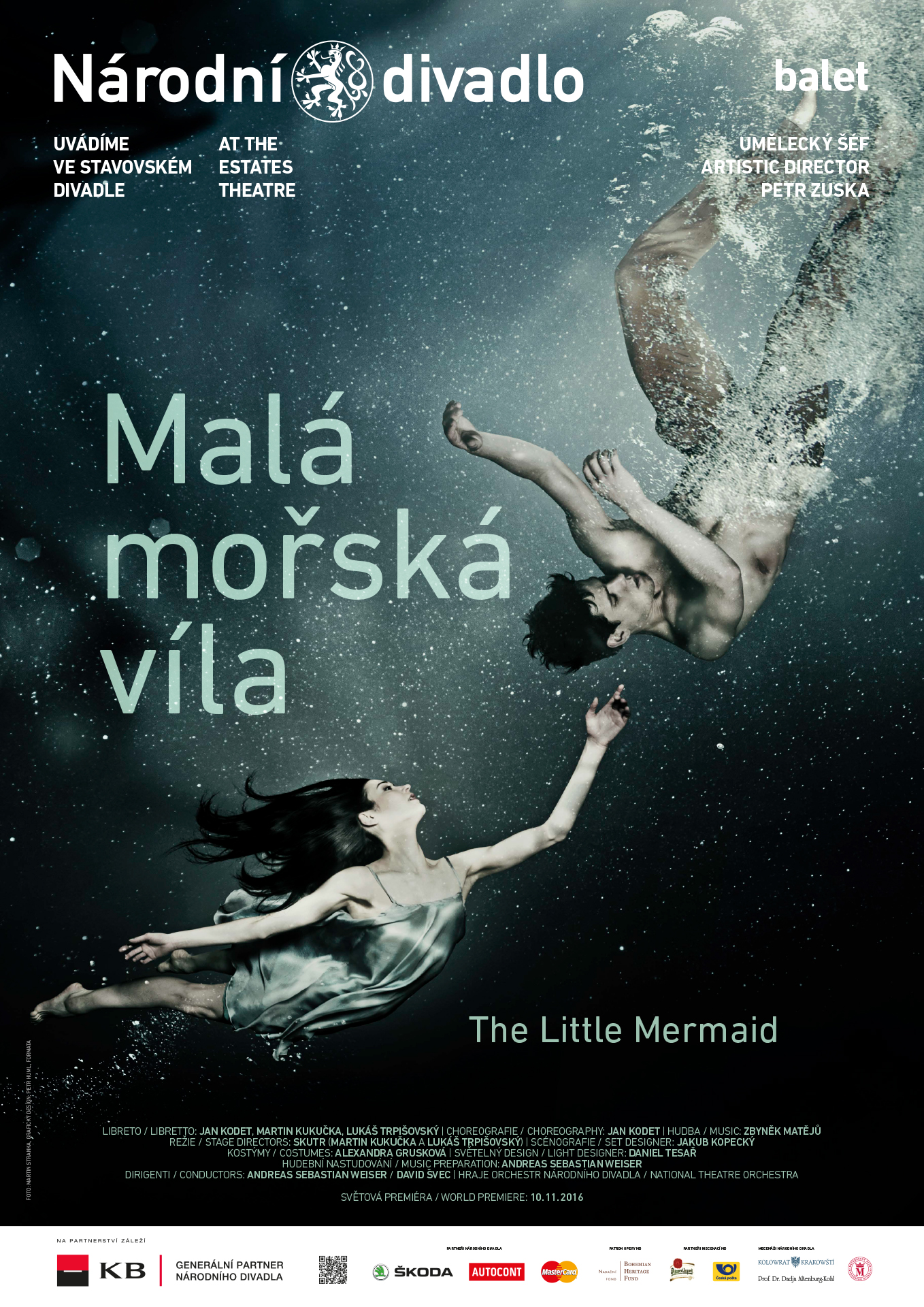
Fotografický vizuál Martina Stranky pro představení baletního souboru Národního divadla na scéně Stavovského divadla Malá mořská víla, Balet na motivy pohádky H. Ch. Andersena.

Jeho práce jsou vystavovány po celém světě. Například v Los Angeles, Miami, Orlandu, Londýně, Paříži, Praze, Šanghaji, v galeriích, jako jsou Getty Images Gallery, Saatchi Gallery, Somerset House a mnoho dalších. Díla Martina Stranky jsou již dnes předmětem zájmu sběratelů umění a jsou také k vidění na obalech knih několika světových vydavatelských domů, např. HarperCollins Publishers, Sterling Publishing a Penguin Random House. Dále spolupracuje s řadou dalších vydavatelských domů produkujících knihy a hudbu a přímo pak s mnoha umělci nejen z hudební branže. Publikoval dvě monografické knihy I AM, 10 Years a Dechem. Vytvořil také několik fotografických vizuálů pro Národní divadlo, Balet Národního divadla a Operu Národního divadla. Roku 2017 se stal globálním ambasadorem značky EIZO.

## Tvorba
Martin Stranka vytváří fotografické scény, ve kterých potírá hranici mezi skutečností a sněním. Svou práci častokrát připodobňuje k osobnímu deníku. Prostřednictvím symboliky často odkazuje na kontrast civilizace a přírody. Fotografii vnímá jako prostor, kde nachází čistou rovnováhu a klid. Svou první a doposud neuzavřenou sérii autorských děl pojmenoval I Found The Silence.
V úplných počátcích této sbírky figuroval fotograf sám před objektivem a inscenoval první autoportréty, vznikající převážně ve studiu. Dále se objektem jeho tvorby stávali jeho přátelé a blízcí. Autor čerpal z těchto intimních vazeb ve prospěch zachyceného snímku.
Zlom v jeho práci přišel v okamžiku, kdy opustil prostor studia a svou fotografickou scénu doplnil symbolikou lesních zvířat. Vznikl tak autorův nejvystavovanější a nejžádanější soubor děl.
Od roku 2018 rozšiřuje svou činnost o projekt Portraits, ve kterém zachycuje umělecké portréty významných osobností nejen české scény. Portrétovanými osobnostmi jsou například herec a režisér Ondřej Sokol, dokumentaristka Helena Třeštíková, fotograf Robert Vano, výtvarnice Léna Brauner, fotograf Tomáš Třeštík či zpěvák Mikolas Josef.
O své tvůrčí práci přednáší v rámci škol, institucí a fotografických festivalů.

## Dražené dílo v aukčním domě Christie's London
Londýnský aukční dům Christie's zařadil Strankovu oceněnou sérii Beautiful Accidents do své každoroční aukce "First Open: Post-War and   Contemporary Art". Do dražby, která probíhala ve dnech 23.2 - 9.3. 2023 byl pod prodejním číslem 21893 zalistován celý soubor o osmi fotografiích v edici 15/15. Položka byla do aukce zařazena s vyvolávací cenou 8,000 GBP, odhad ceny byl stanoven v rozmezí 10,000 - 15,000 GBP a série osmi děl byla finálně vydražena pod Hammer Price 17,640 GBP. 

## International Photography Awards™
International Photography Awards™ je sesterskou mezinárodní soutěží nadace Lucie Foundation, jejímž posláním je ctít mistry fotografie, objevovat a kultivovat vznikající talenty a podporovat ocenění fotografie po celém světě. Každoroční program Lucie Foundation je podporován z velké části prostřednictvím International Photography Awards, včetně události Lucie Awards konané v New Yorku v Carnegie Hall.
Martin Stranka se v říjnu 2022 v rámci vyhlášení cen 20. ročníku konání soutěže stal prvním českým výhercem International Photography Awards™. Se sérií Beautiful Accidents získal cenu v profesionální kategorii Special Photographer Of The Year.

Výběr autorských děl z otevřeného souboru I Found The Silence 2010-2018
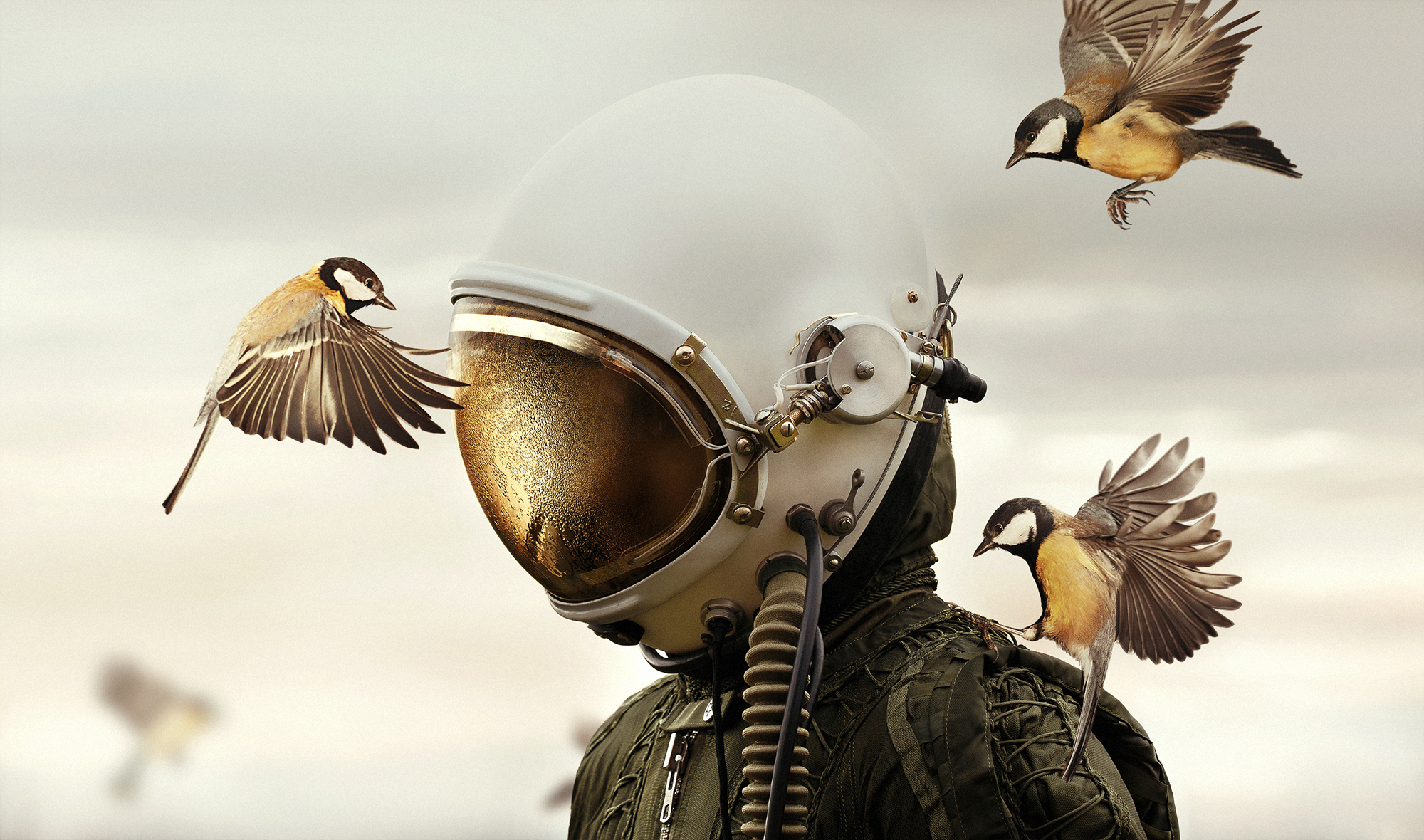
Dreamers and Warriors, Martin Stranka, 2018
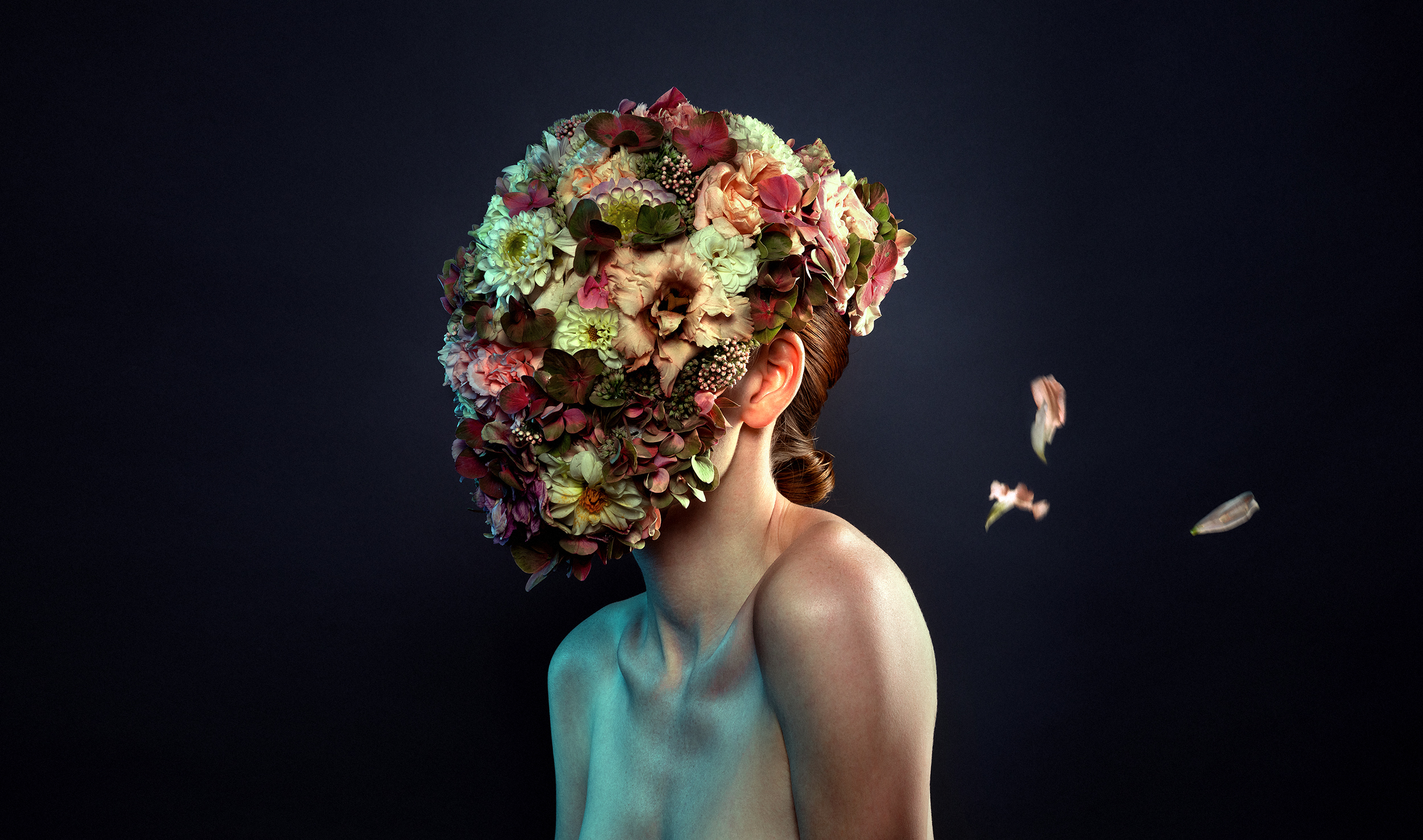
The Escapist, Martin Stranka, 2018
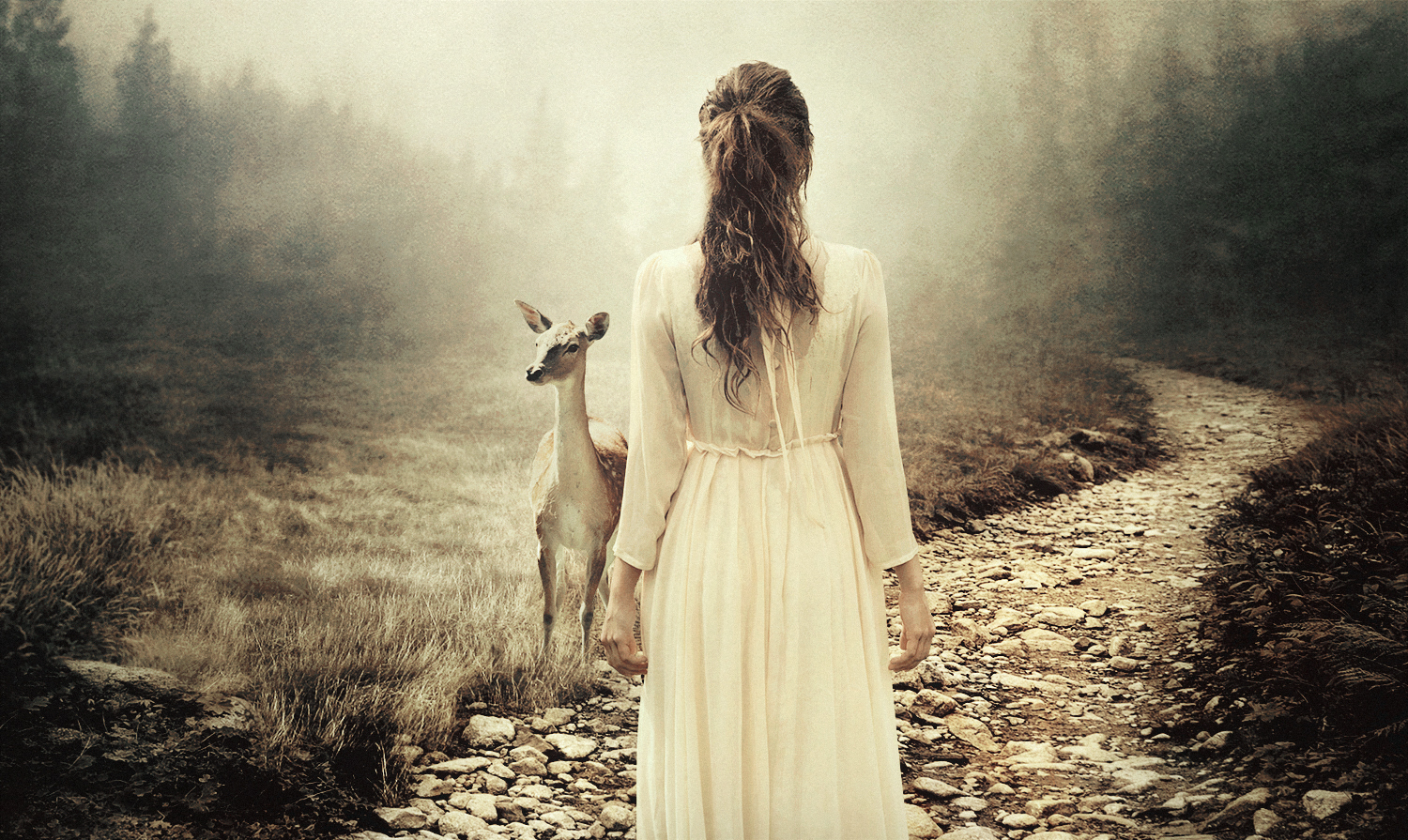
It Is You, Martin Stranka, 2010
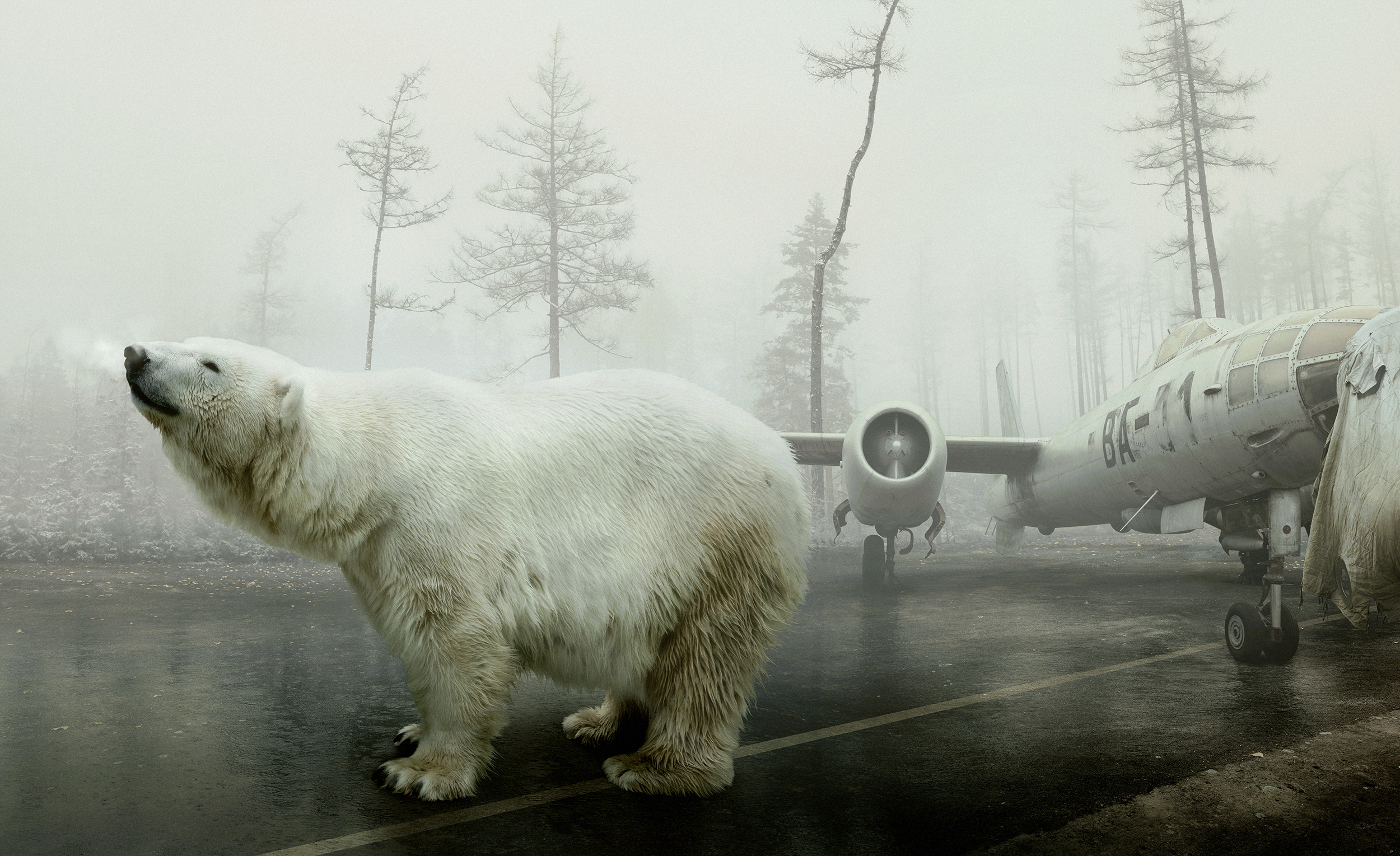
Bear With Me, Martin Stranka, 2018
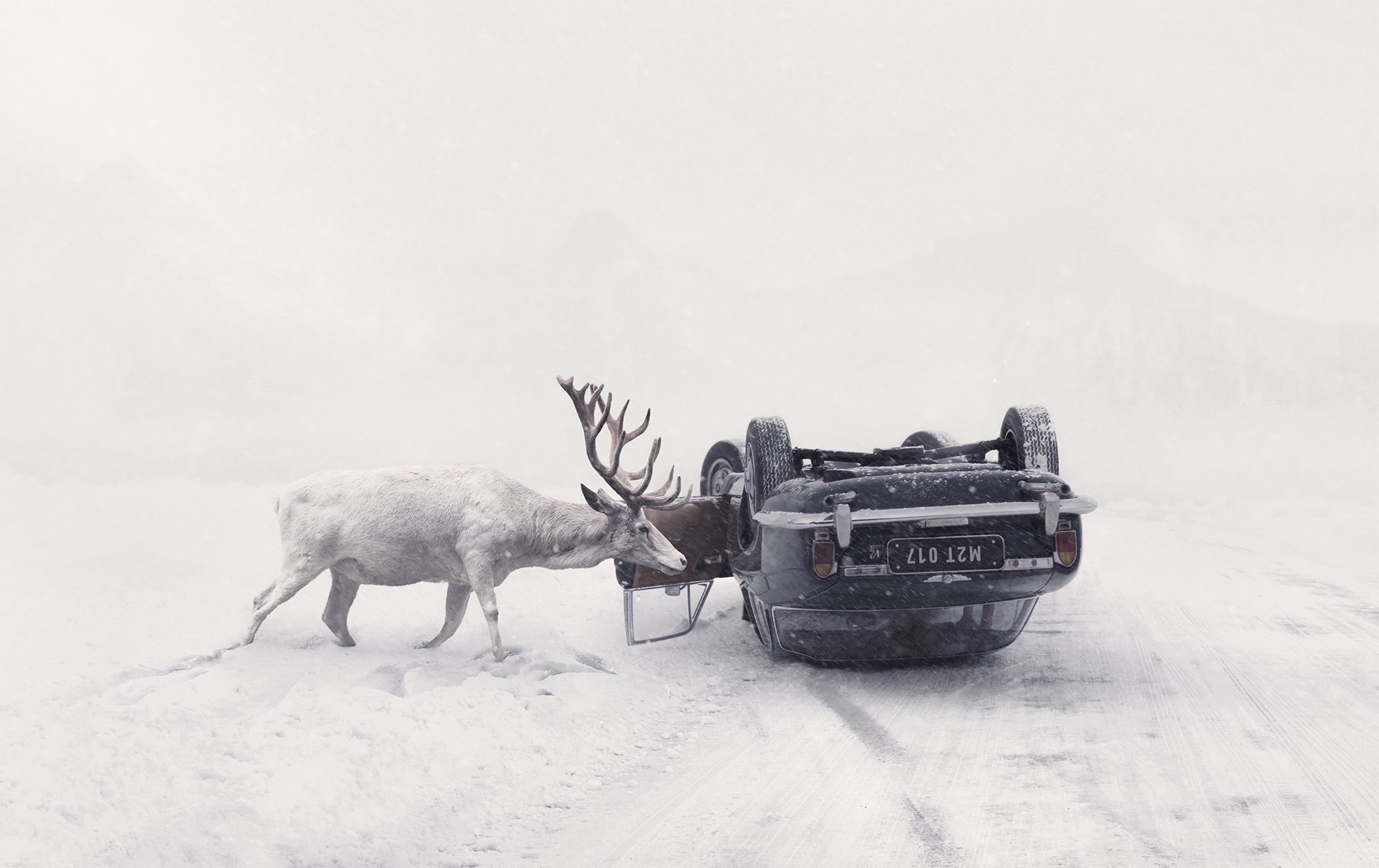
Until You Wake Up, Martin Stranka, 2017
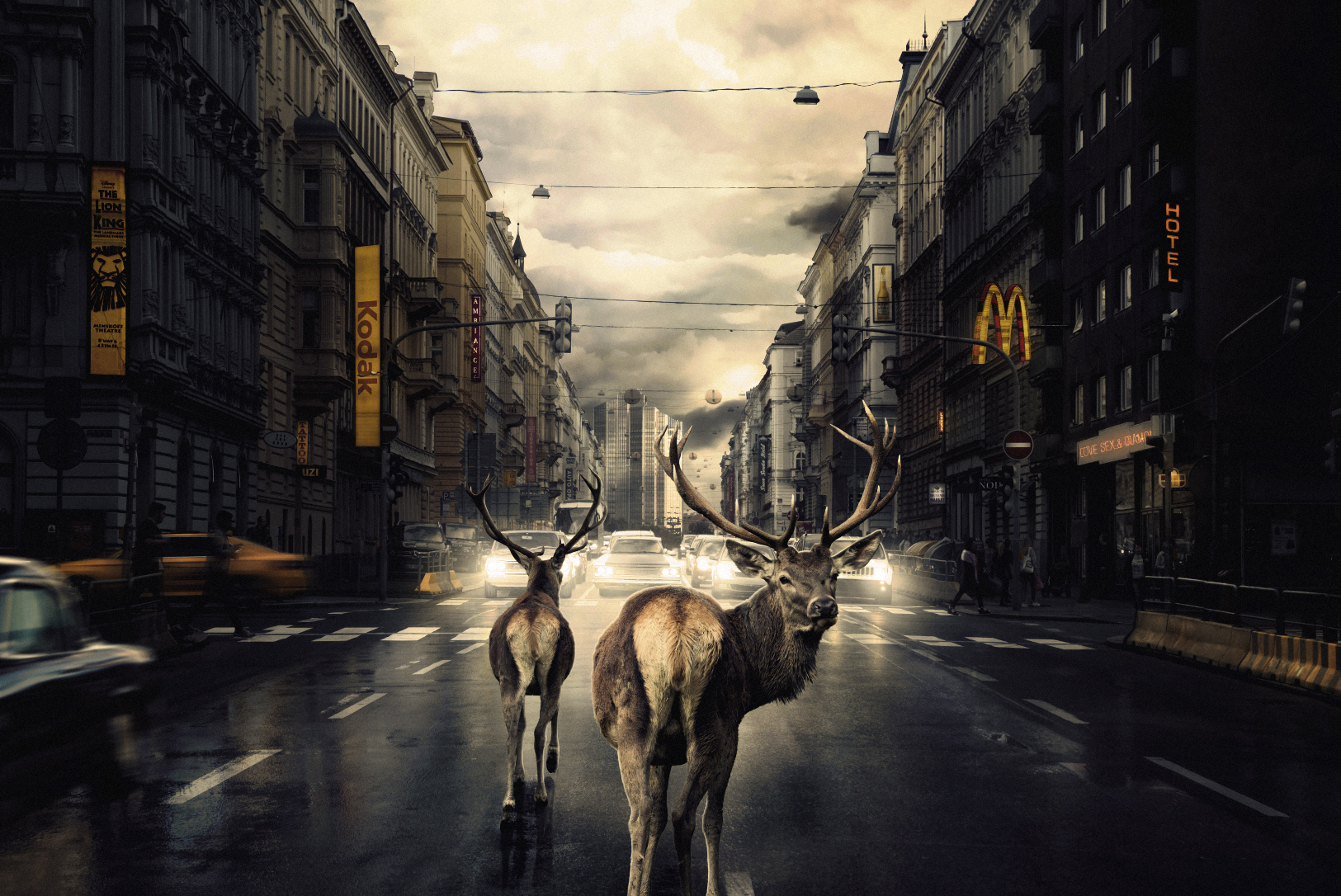
We Found Shelter, Martin Stranka, 2017
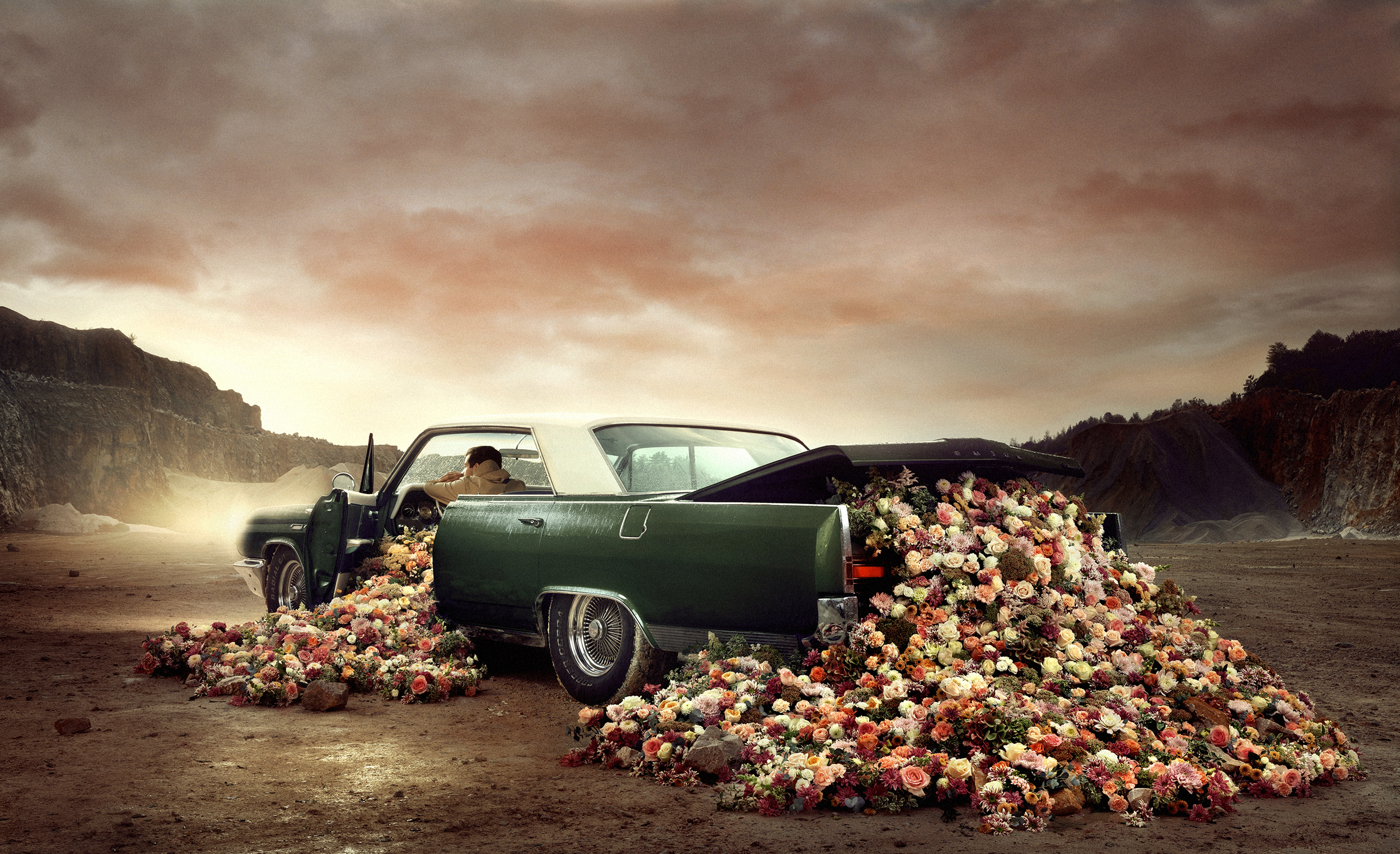
I Bloom For You, Martin Stranka, 2018
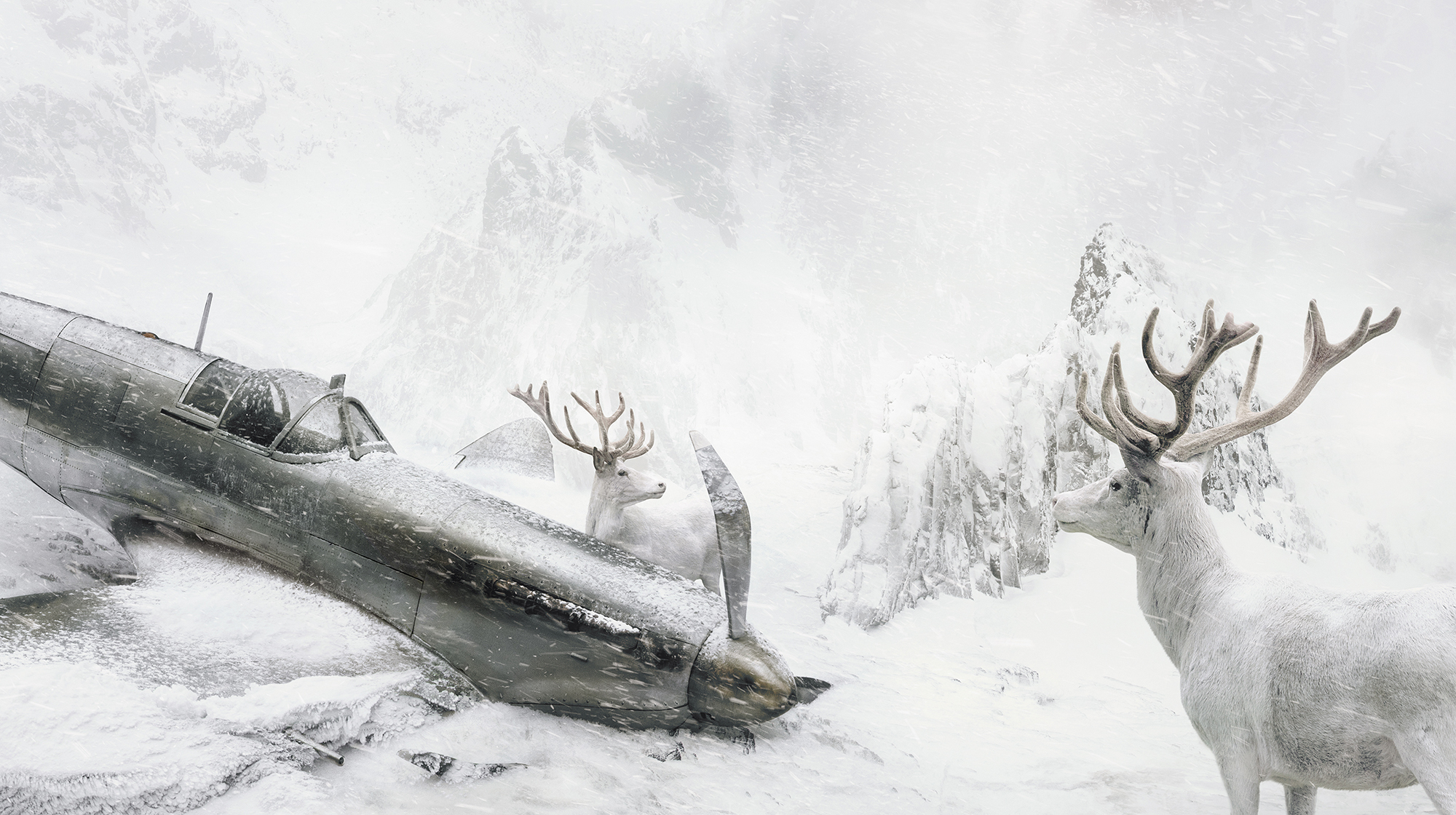
We Met In The Sky, Martin Stranka, 2018
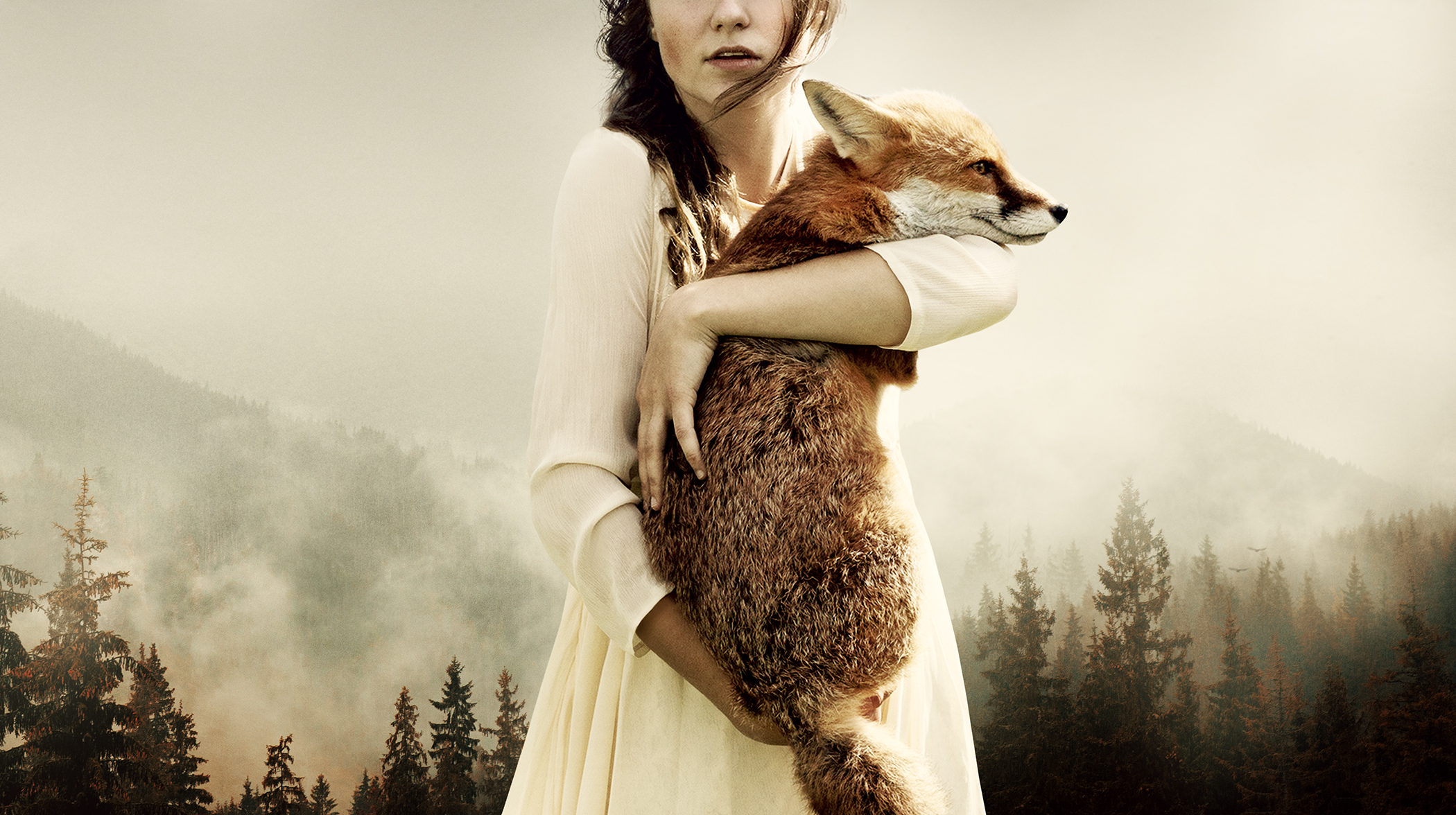
I Can Hear You Call, Martin Stranka, 2015
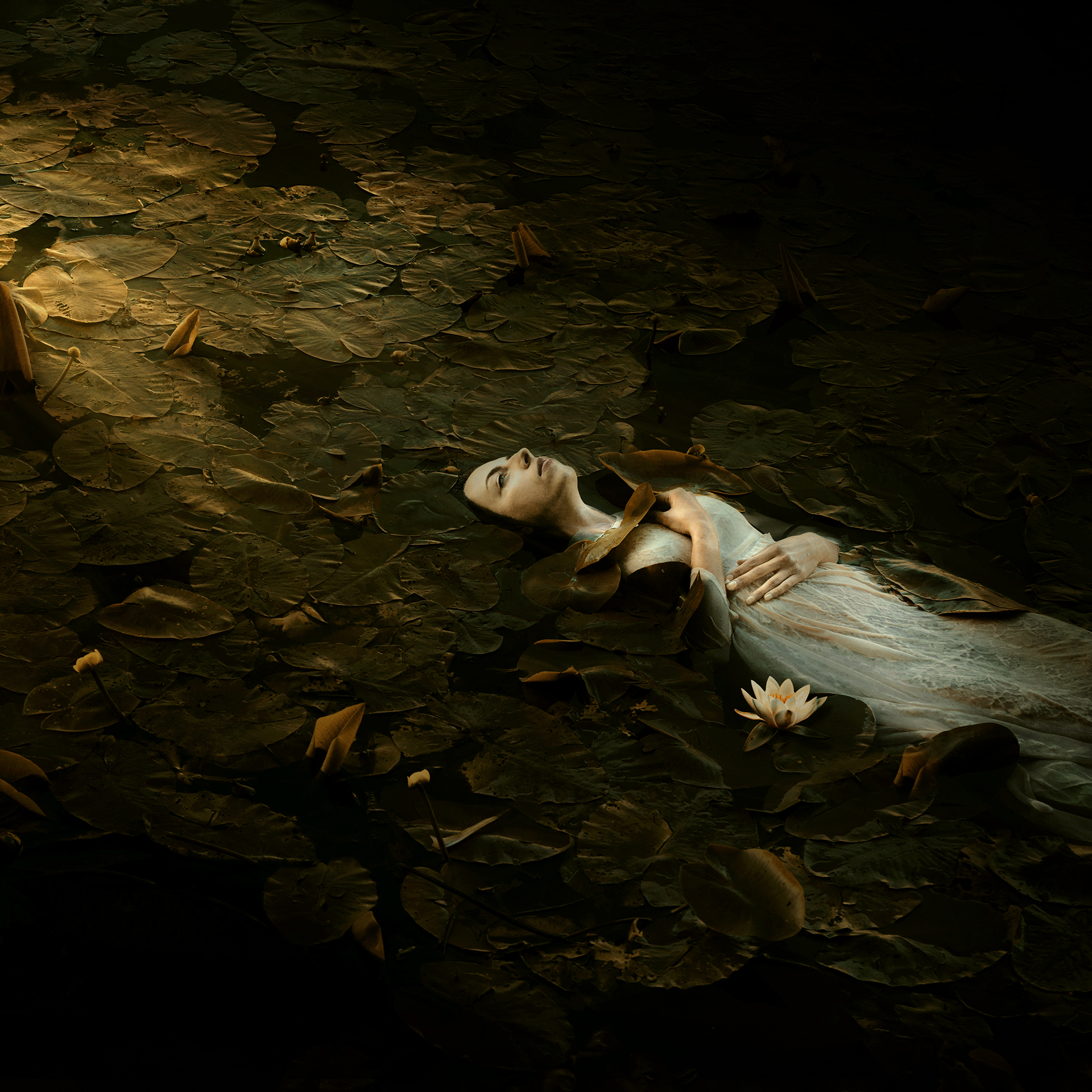
I Wish I Was Special, Martin Stranka, 2016
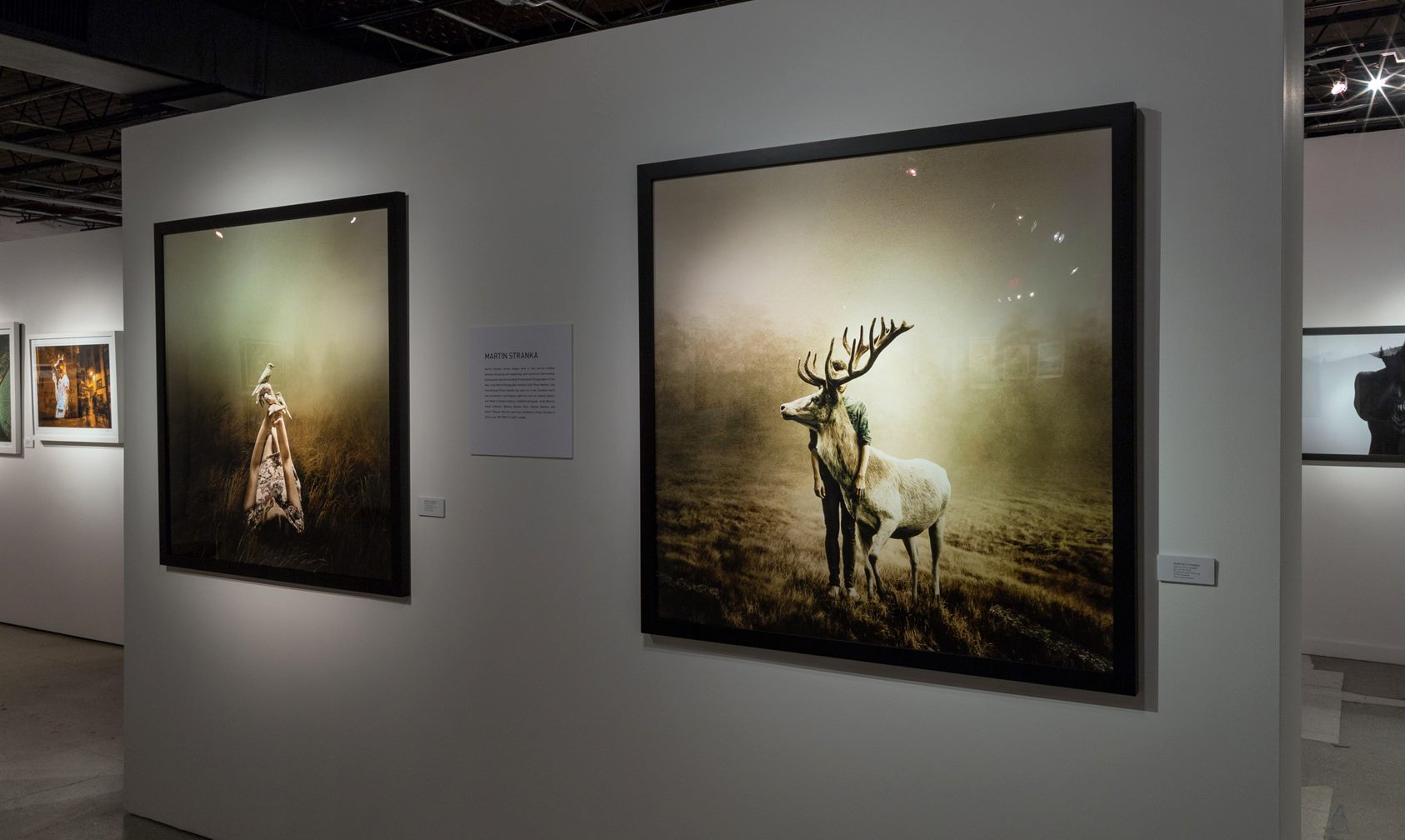
Výstava SNAP!, Orlando, Florida, USA, 2015

## Kontroverze

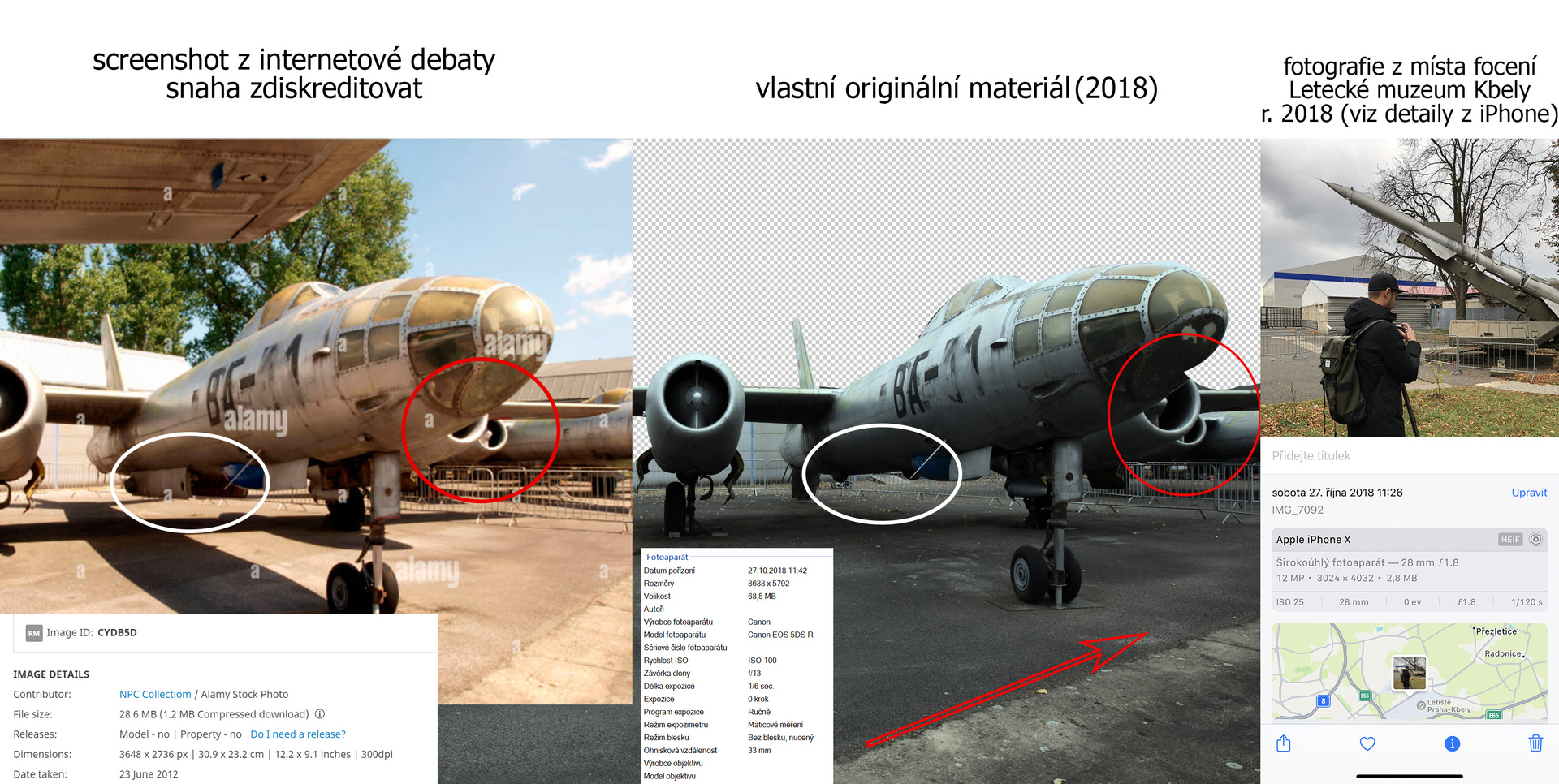
Podklady dokládající pořízení vlastních materiálů pro tvorbu snímku Bear With Me, Martin Stranka.

V prosinci 2021 Adam Bartas na Facebooku poukázal na vysokou míru podobnosti některých Strankových fotografií s tvorbou jiných autorů, mj. amerického fotografa Gregoryho Crewdsona nebo nizozemského fotografa Erwina Olafa. Některé Strankovy fotografie označil za „surový plagiát“, a pozastavil se přitom nad tím, že to dosud nekomentoval žádný publicista nebo kritik. Martin Stranka se k věci vyjádřil na svém blogu, kde svůj přístup hájí mj. jako inspiraci danými autory, kterým chtěl svým dílem vzdát poctu. V následné sérii článků byl Stranka předními kurátory, akademiky a galeristy označen za epigona známých prací, jehož soupis sporných ocenění svědčí spíše o svědomité sebepropagaci, jeho tvůrčí postupy byly označeny za krajně neetické a v následné reportáži Událostí ČT byl kurátorem Galerie Rudolfinum Davidem Koreckým prohlášen za tvůrce okopírovaných motivů bez přidané hodnoty, jenž se dopouští klamání veřejnosti.

## Výstavy (výběr)
2023

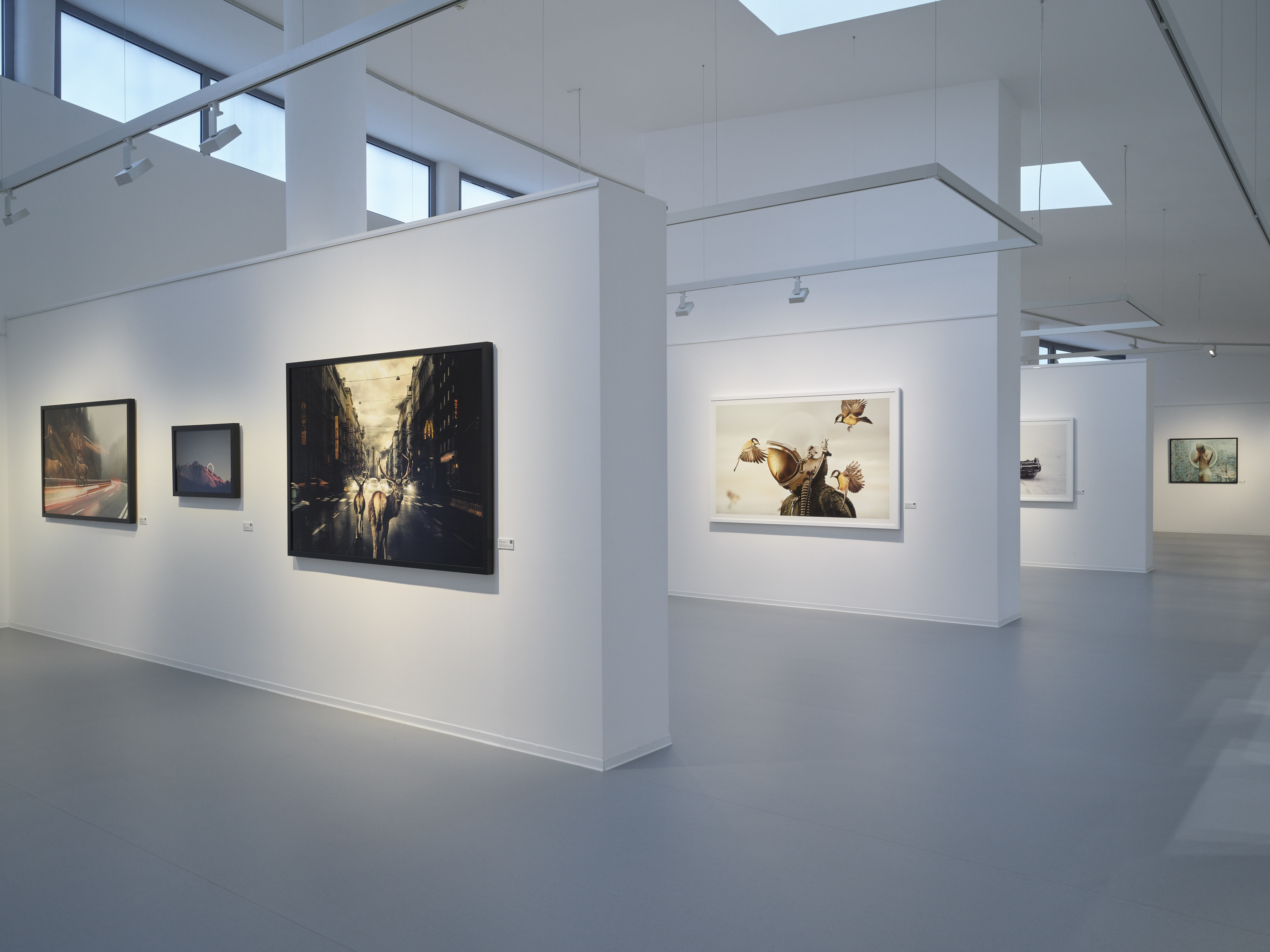
Výstava fotografa Martina Stranky Beautiful Accidents vystavená ve slovenském centru umění Danubiana Meulensteen Art Museum v Bratislavě

- Beautiful Accidents, Danubiana Meulensteen Art Museum, Bratislava, Slovenská republika

2022
- BBA Photography Prize, Kühlhaus Berlin, BBA Gallery, Berlín, Německo
- Best of Show Exhibition, International Photography Awards, week of the Lucie Awards, New York City, USA
- Bear With Me, dílo Martina Stranky, 2018Fotografie letadla Iljušin Il-28 dostupná pod svobodnou licencí.Art for Amnesty, GALERIE NoD, Praha, Česká republika
- Berlin Photo Week, Berlin Arena, BBA Gallery, "Boyhood", Berlín, Německo
- Le SALON, artwork showcase, SNAP! Orlando, Orlando, Florida, USA

2021
- Dechem", re-opening, Výstavní síň Mánes, Praha, Česká republika
- SNAP! Orlando, Gallery 1, Orlando, Florida, USA

2020
- Dechem, sólová výstava, Mánes, Praha, Česká republika

2019
- Dorsett Singapore, Sony World Photography Awards, Singapur
- Dorsett Shanghai, Sony World Photography Awards, Šanghaj, Čína
- Somerset House, Sony World Photography Awards 2019, Londýn, Velká Británie

2018
- Fotoškoda, Maxi Galerie, Praha, Česká republika
- ImageNation Paris, Galerie Joseph Turenne, Paříž, Francie
- Scope Basel, Art Basel week, Basilej, Švýcarsko
- Somerset House, 2018 Sony World Photography Awards, Londýn
- Shanghai World Financial Center, 1x Decade, Šanghaj, Čína

2017
- SCOPE Miami Beach, THINK+feel Contemporary Art Gallery, Miami, Florida
- X. Prague Photo, Kafkův dům, Praha, Česká republika

2015
- SNAP!, „Wild Is The Wind“, Orlando, Florida

2013
- Snap! Orlando 2013, Orlando, Florida
- Martin Stranka, Brucie Collections, Kyjev, Ukrajina

2012
- 12x12xTwelve, Saatchi Gallery, Londýn, Velká Británie
- I Found The Silence, Hilton / Cloud 9, Praha, Česká republika
- Art Takes Time Square, Artists Wanted, Manhattan, New York
- Rebirth / Znovuzrozeni, Myslbek Gallery, Praha, Česká republika
- Robert Fontaine gallery, Miami, Florida

2011
- Getty Images Gallery, Nikon Photo Contest International 2011, Londýn, Velká Británie
- Ginza Nikon Salon, Nikon Photo Contest International 2011, Tokio, Japonsko
- Osaka Nikon Salon, Nikon Photo Contest International 2011, Osaka, Japonsko

2010
- MONO, ICON Gallery, Praha, Česká republika
- The language of stillness, Castell Gallery, Severní Karolína

2009
- My stories, Solidní nejistota, Praha, Česká republika

2008
- Art for life, The Chemistry gallery, Praha, Česká republika

2007
- PhotoExpo, North Bohemian Gallery, Litoměřice, Česká republika

## Fotografické soutěže (výběr)
2022
- Special Photographer of the Year, International Photography Awards™ 2022[24], professional category
- Photographer of the Year 2021, Grand Prize Winner Annual Photography Awards 2021[25], Boyhood series
- Gold Award, Prix de la Photographie Paris 2022[26], PX3, professional Portrait category, Beautiful Accidents
- Jury Top 5 Selection, International Photography Awards 2022[24], Beautiful Accidents, Professional People category
- Official Selection, International Photography Awards 2022[24], Beautiful Accidents, Professional People category
- 1.st place, Annual Photography Awards 2021[25], Boyhood series, category Fine Art
- Aesthetica Art Prize 2022[27], Boyhood,

2021
- Honorable Mention, International Photography Awards 2021, Boyhood series, Category: People
- Prix de la Photographie Paris 2021, Honorable Mention, Boyhood series, Fine Art category
- 1.st place and Gold Star award, ND Awards 2021, Boyhood series, Category: People
- Honorable Mention, ND Awards 2021, Boyhood series, Category: People

2019

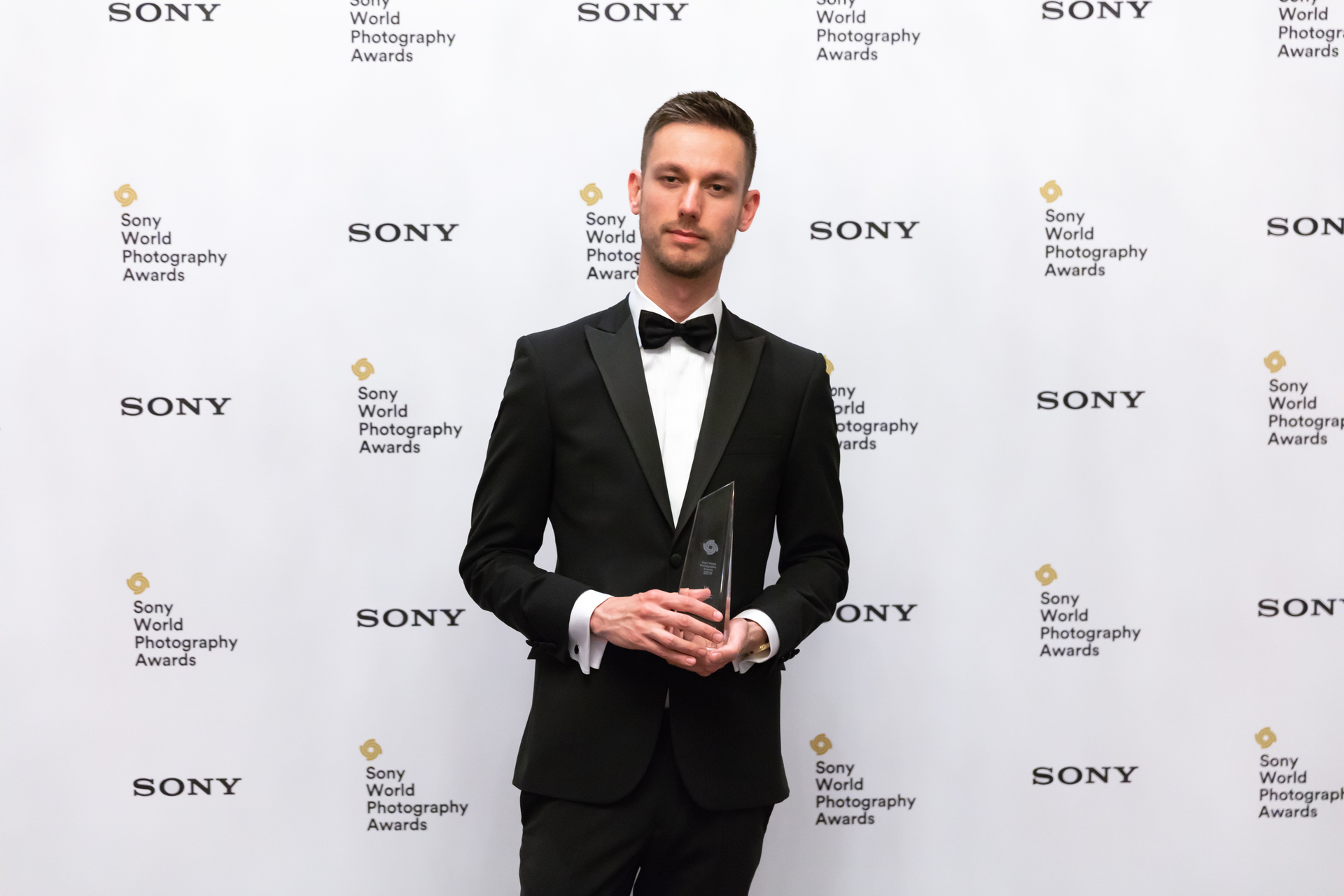
Předávání cen Sony World Photography Awards, Londýn, 2019

- 1. místo, Sony World Photography Awards, kategorie Creative
- 1. místo, Sony World Photography Awards, Česká republika

2018
- Gold, Px3 2018, kategorie Other
- 2. místo, International Photography Awards, kategorie Digitally Enhanced
- 1. místo, Sony World Photography Awards, Česká republika
- Sony World Photography Organisation, kategorie Příroda

2017
- Gold, Until You Wake Up, Prix de la Photographie Paris, PX3, kategorie Nature

2015
- 1. místo, Px3, Fine Art

2012
- 1. místo, International Loupe Awards 2012, kategorie Illustrative

2011
- 3. místo, Digital Photographer of the Year Awards 2010

2010
- 1. místo, International Photography Awards 2010, kategorie Other